# Anthony Chirayath
Anthony Chirayath (* 30. Juli 1941 in Aranattukara) ist ein indischer Geistlicher und emeritierter syro-malabarischer Bischof von Sagar. 

## Leben
Anthony Chirayath empfing am 2. Januar 1970 die Priesterweihe.
Papst Benedikt XVI. ernannte ihn am 2. Februar 2006 zum Bischof von Sagar. Der Großerzbischof von Ernakulam-Angamaly, Varkey Kardinal Vithayathil CSsR, spendete ihm am 25. März desselben Jahres die Bischofsweihe; Mitkonsekratoren waren Jacob Thoomkuzhy, Erzbischof von Trichur, und sein Amtsvorgänger Joseph Pastor Neelankavil CMI.
Am 12. Januar 2018 nahm Papst Franziskus seinen altersbedingten Rücktritt an.